# Coupe du monde de saut à ski 2005-2006
Navigation
Édition précédente Édition suivante
L'édition 2005/2006 de la coupe du monde de saut à ski est une compétition sportive internationale rassemblant les meilleurs athlètes mondiaux pratiquant le saut à ski. Elle s'est déroulée entre le 25 novembre 2005 et le 19 mars 2006 et a été remportée par le Tchèque Jakub Janda, suivi du Finlandais  Janne Ahonen et du Suisse  Andreas Kuettel.

## Jeux Olympiques de 2006
Cette même année eurent lieu les Jeux Olympiques de  Turin.

## Classement général
| Place | Sauteur               | Nationalité        | Points |
| ----- | --------------------- | ------------------ | ------ |
| 1.    | Jakub Janda           | République tchèque | 1151   |
| 2.    | Janne Ahonen          | Finlande           | 1024   |
| 3.    | Andreas Kuettel       | Suisse             | 980    |
| 4.    | Roar Ljoekelsoey      | Norvège            | 875    |
| 5.    | Thomas Morgenstern    | Autriche           | 846    |
| 6.    | Bjoern Einar Romoeren | Norvège            | 757    |
| 7.    | Andreas Kofler        | Autriche           | 699    |
| 8.    | Michael Uhrmann       | Allemagne          | 681    |
| 9.    | Adam Malysz           | Pologne            | 634    |
| 10.   | Andreas Widhoelzl     | Autriche           | 594    |

## Résultats
| Date             | Lieu                   | Épreuve | Vainqueur                                                                | Deuxième                                                                       | Troisième                                                                    |
| 25 novembre 2005 | Kuusamo                | HS142   | Jakub Janda                                                              | Janne Ahonen                                                                   | Robert Kranjec                                                               |
| 26 novembre 2005 | Kuusamo                | HS142   | Robert Kranjec                                                           | Janne Ahonen                                                                   | Michael Uhrmann                                                              |
| 3 décembre 2005  | Lillehammer            | HS131   | Andreas Kuettel                                                          | Jakub Janda                                                                    | Lars Bystoel                                                                 |
| 4 décembre 2005  | Lillehammer            | HS131   | Jakub Janda                                                              | Lars Bystoel                                                                   | Andreas Kuettel                                                              |
| 10 décembre 2005 | Harrachov              | HS142   | Andreas Kuettel                                                          | Michael Uhrmann                                                                | Janne Ahonen                                                                 |
| 11 décembre 2005 | Harrachov              | HS142   | Jakub Janda                                                              | Janne Ahonen                                                                   | Andreas Kuettel                                                              |
| 17 décembre 2005 | Engelberg              | HS137   | annulé                                                                   | annulé                                                                         | annulé                                                                       |
| 18 décembre 2005 | Engelberg              | HS137   | Jakub Janda                                                              | Michael Uhrmann                                                                | Andreas Kofler                                                               |
| 29 décembre 2005 | Oberstdorf             | HS137   | Janne Ahonen                                                             | Roar Ljoekelsoey                                                               | Jakub Janda                                                                  |
| 1er janvier 2006 | Garmisch-Partenkirchen | HS125   | Jakub Janda                                                              | Janne Ahonen                                                                   | Matti Hautamaeki                                                             |
| 4 janvier 2006   | Innsbruck              | HS130   | Lars Bystoel                                                             | Jakub Janda                                                                    | Bjoern Einar Romoeren                                                        |
| 6 janvier 2006   | Bischofshofen          | HS140   | Janne Ahonen                                                             | Jakub Janda                                                                    | Roar Ljoekelsoey                                                             |
| 21 janvier 2006  | Sapporo                | HS134   | Bjoern Einar Romoeren                                                    | Roar Ljoekelsoey                                                               | Takanobu Okabe                                                               |
| 22 janvier 2006  | Sapporo                | HS134   | Roar Ljoekelsoey                                                         | Daiki Ito                                                                      | Takanobu Okabe                                                               |
| 28 janvier 2006  | Zakopane               | HS134   | Matti Hautamaeki                                                         | Tami Kiuru                                                                     | Janne Ahonen                                                                 |
| 29 janvier 2006  | Zakopane               | HS134   | Matti Hautamaeki                                                         | Janne Ahonen                                                                   | Thomas Morgenstern                                                           |
| 4 février 2006   | Willingen              | HS145   | Andreas Kofler                                                           | Thomas Morgenstern                                                             | Andreas Kuettel                                                              |
| 5 février 2006   | Willingen              | Équipe  | Finlande Matti Hautamaeki Janne Ahonen Tami Kiuru Janne Happonen         | Autriche Andreas Kofler Thomas Morgenstern Martin Koch Andreas Widhoelzl       | Norvège Lars Bystoel Roar Ljoekelsoey Bjoern Einar Romoeren Sigurd Pettersen |
| 4 mars 2006      | Lahti                  | Équipe  | Autriche Andreas Widhoelzl Andreas Kofler Thomas Morgenstern Martin Koch | Norvège Roar Ljoekelsoey Lars Bystoel Tommy Ingebrigtsen Bjoern Einar Romoeren | Finlande Janne Happonen Risto Jussilainen Janne Ahonen Matti Hautamaeki      |
| 5 mars 2006      | Lahti                  | HS130   | Janne Happonen                                                           | Jakub Janda                                                                    | Michael Uhrmann                                                              |
| 7 mars 2006      | Kuopio                 | HS127   | Andreas Kuettel                                                          | Thomas Morgenstern                                                             | Adam Malysz                                                                  |
| 10 mars 2006     | Lillehammer            | HS134   | Thomas Morgenstern                                                       | Bjoern Einar Romoeren                                                          | Andreas Kofler                                                               |
| 12 mars 2006     | Oslo                   | HS128   | Adam Malysz                                                              | Thomas Morgenstern                                                             | Andreas Kofler                                                               |
| 18 mars 2006     | Planica                | HS215   | Bjoern Einar Romoeren                                                    | Roar Ljoekelsoey                                                               | Martin Koch                                                                  |
| 19 mars 2006     | Planica                | HS215   | Janne Happonen                                                           | Martin Koch                                                                    | Robert Kranjec                                                               |